# Фернандес, Мария дель Росарио
Мария дель Росарио Фернандес (исп. María del Rosario Fernández; 1755, Севилья — 28 декабря 1803, Мадрид) — испанская театральная актриса, известная под прозвищем La Tirana («Тиранка»). Считается одной из крупнейших актрис своего времени. Её портреты дважды писал Франсиско Гойя.

## Биография
Мария дель Росарио Фернандес родилась в 1755 году в Севилье. Её родителями были Хуан Фернандес Реболледо и Антония Рамос. Прозвище «La Tirana» («Тиранка») получила после того, как вышла замуж за актёра Франсиско Кастелланоса, известного как «El Tirano» — «Тиран» — поскольку он играл соответствующих персонажей.
Мария получила актёрское образование в севильской Академии декламации, основанной просветителем Пабло де Олавиде. В 1773 году, благодаря хорошей подготовке и рекомендации Олавиде, вступила в труппу театра «Ситиос Реалес» в Мадриде, который в то время возглавлял Хосе Клавихо-и-Фахардо. Затем актриса выступала в театрах Барселоны, а с 1780 по 1797 год — в мадридском театре «Принсипе» (Teatro del Príncipe). Вначале она играла трагедийные роли в произведениях французских классицистов, в том числе Корнеля, Расина и Мольера; позднее обратилась к национальной драме «золотого века» (Лопе де Вега, Тирсо де Молина, Кальдерон и другие). Фернандес отказалась от патетической манеры исполнения, свойственной актёрам классицистской школы, и тем самым способствовала утверждению реализма в театральном искусстве Испании, став одной из крупнейших актрис своей эпохи.
Фернандес пользовалась признанием современников: ею, в частности, восхищался поэт Леандро Фернандес де Моратин, посвящавший ей стихи. Франсиско Гойя дважды писал её портреты. Первый, в три четверти, написанный в 1794 году, находится в частной коллекции; второй, 1799 года, в полный рост, — в собрании Академии Сан-Фернандо. Ранее, в 1785 году, портрет актрисы написал Хосе Касадо дель Алисаль.
В 1797 году Мария Фернандес оставила сцену из-за болезни. Она умерла в Мадриде 28 декабря 1803 года.
- Хосе Касадо дель Алисаль. Ла Тирана. 1785
- Франсиско Гойя. Ла Тирана. 1792
- Мануэль Товар. Ла Тирана (карикатура). 1919